# CONCACAF-kampioenschap vrouwen 1994
Het CONCACAF kampioenschap voor vrouwen 1994 was de 3e editie van het CONCACAF kampioenschap voor vrouwen. Het werd gehouden in Montreal, Canada. Het werd voor de derde keer gewonnen door het Amerikaans voetbalelftal.
Het kampioenschap, met vijf deelnemers, werd door middel van een halve competitie gespeeld.

## Deelname
| Groep | Canada | Jamaica | Mexico | Trinidad en Tobago | Verenigde Staten |

## Groep
| Land               | Wed | Win | Gel | Ver | DV | DT | +/− | Pnt |
| ------------------ | --- | --- | --- | --- | -- | -- | --- | --- |
| Verenigde Staten   | 4   | 4   | 0   | 0   | 36 | 1  | 35  | 12  |
| Canada             | 4   | 3   | 0   | 1   | 18 | 6  | 12  | 9   |
| Mexico             | 4   | 1   | 1   | 2   | 6  | 19 | −13 | 4   |
| Trinidad en Tobago | 4   | 1   | 1   | 2   | 6  | 20 | −14 | 4   |
| Jamaica            | 4   | 0   | 0   | 4   | 2  | 22 | −20 | 0   |

| Kampioen: Verenigde Staten (3e titel) |

## Wedstrijdresultaten
13 augustus 1994
| Canada           | 7-0 | Jamaica |  |
| Verenigde Staten | 9-0 | Mexico  |  |

15 augustus 1994
| Trinidad en Tobago | 2-1 | Jamaica |  |
| Canada             | 6-0 | Mexico  |  |

17 augustus 1994
| Mexico           | 3-1  | Jamaica            |  |
| Verenigde Staten | 11-1 | Trinidad en Tobago |  |

19 augustus 1994
| Verenigde Staten | 10-0 | Jamaica            |  |
| Canada           | 5-0  | Trinidad en Tobago |  |

21 augustus 1994
| Mexico | 3-3 | Trinidad en Tobago |  |
| Canada | 0-6 | Verenigde Staten   |  |

1991 · 1993 · 1994 · 1998 · 2000 · 2002 · 2006 · 2010 · 2014 · 2018 · 2022